# Sauce Mornay

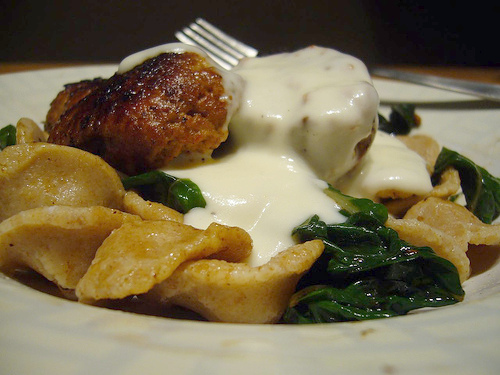
Sauce Mornay

Die Sauce Mornay, auch Mornaysauce, ist eine Abwandlung der Béchamelsauce. Sie wurde wahrscheinlich nach dem französischen Staatsmann Philippe Duplessis-Mornay benannt.
Für die Zubereitung wird eine fertige Bechamel mit Butter aufmontiert und mit geriebenem Parmesan oder Emmentaler vermengt. Das abschließende Legieren mit Eigelb ist eine traditionelle Variante davon. Wenn die Sauce Mornay für Fischgerichte bestimmt ist, wird die zugrundeliegende Weiße Sauce anstatt mit Milch mit Fischfond oder Brühe gekocht.
Soll die Sauce Mornay zum Gratinieren verwendet werden, lässt man sie zuvor abkühlen und hebt steifen Eischnee unter.